# بانیو (مورته-ا-موزل)
بانیو (به فرانسوی: Bagneux) یک کمون (فرانسه) در فرانسه است که در canton of Colombey-les-Belles واقع شده‌است. بانیو ۸٫۶ کیلومتر مربع مساحت دارد ۲۷۰ متر بالاتر از سطح دریا واقع شده‌است.